# اغواگری (فیلم ۱۹۷۳)
اغواگری (ایتالیایی: La seduzione) یک فیلم اروتیک ایتالیایی به کارگردانی فرناندو دی لئو است که در سال ۱۹۷۳ منتشر شد.
در زمان انتشار فیلم، روزنامه‌های ایتالیا به‌طور گسترده خبر مردی را منتشر کردند که در اثر هیجان ناشی تماشای فیلم بر اثر ایست قلبی درگذشت.

## گزیدهٔ بازیگران
- لیزا گاستونی
- موریس رونه
- باربارا مارتسانو
- جنی تامبوری
- پینو کاروسو
- گراتسیلا گالوانی
- باربارا ماراتسانو